# Цинков дихидроксид
Хидроксидът на цинка е бяло, неразтворимо във вода вещество с амфотерни свойства. При цинка разтварянето на хидроксида в основи протича лесно и се получават съответните хидроксицинкати – E2[Zn(OH)4].
Zn(OH)2 + H2SO4 → ZnSO4 + 2H2O
Zn(OH)2 + KOH → K[Zn(OH)3]
Познати са още тетра- и хексацинкатни йони, съответно [Zn(OH)4]2-, [Zn(OH)6]4-. Такава идея за структурата на цинкатите е изказана въз основа на теорията на Вернер още през 1908 г. от П. Пфайфер, но опитно е доказано много по-късно, едва през 1933 г. Тогава е показано, че включената в съединенията вода не е кристализационна, а конституционна. Натриевият тетрахидроксицинкат - Na2[Zn(OH)4], например, може да се изрази и така:
Na2O.ZnO.2H2O
Във втория случай обаче водата е свързана като кристализационна вода. Ако тя е действително такава, би трябвало при сравнително меки условия – при температура от около 100 °C, тя да може да се отдели. В действителност това не става. Една водна молекула се отдава при нагряване от 190-200 °C, а втората водна молекула – едва към 465 °C, която явно показва, че тези соли не са кристалохидрати.
В същност и при тези соли са познати кристалохидрати, но със състав Na[Zn(OH)3].3H2O, Ba[Zn(OH)4].H2O. При тях обаче кристализационната вода се отстранява много лесно – при първото съединение още във вакуум и над концентрирана сярна киселина, а при второто – при загряване до 87 °C.
Освен в киселини и в основи се разтваря и в амоняк.
Zn(OH)2 + 4NH4 → [Zn(NH3)4](OH)2
Познати са няколко такива комплексни амонячни цинкови катиона с различен състав, поради възможността на цинковия катион да проявява различно координационно число – от 1 до 6, например: [Zn(NH3)]Cl2, [Zn(NH3)2]Cl2, [Zn(NH3)3]Cl2, [Zn(NH3)4]Cl2, [Zn(NH3)5]Cl2, [Zn(NH3)6]Cl2. Последните два са получени не в разтвор, а по сух начин. Познати са и съответните сулфати.
Цинковият катион свързва комплексно и други азотсъдържащи органични съединения, например ароматни амини – анилин, хинолин, фенилхидразин. Получените съединения в повечето случаи са от типа [Zn(Am)6]X2, където Am е органичен амин.
Когато се действа на Zn(OH)2 с H2O2, се получават сложни пероксидни съединения, които имат антисептично действие и се използват в козметиката.
Първоначално полученият Zn(OH)2 рентгеноструктурно представлява аморфна система. С времето обаче системата старее и кристализира. При няколко месечно стареене се явява кристалният Zn(OH)2. Скоростта на стареенето зависи от условията: температурата, състава на матерната луга и др. Кристализиралият Zn(OH)2 е познат в пет полиморфни форми, изучени главно от Файткнехт и Фрике. При загряване Zn(OH)2 се обезводнява. При това склонността към обезводняване зависи от обстоятелството дали е аморфен или кристализирал. Кристализиралият Zn(OH)2 по-трудно се обезводнява.